# Ахметжанова, Нелли Васильевна
Ахметжанова Нелли Васильевна (род. 8 июня 1946 года, г. Уфа) — музыковед. Заслуженный деятель искусств РБ (1993) и РФ (2005). Профессор УГАИ (1999). Член Союза композиторов (1982).

## Биография
Ахметжанова Нелли Васильевна родилась 8 июня 1946 года в Уфе.
В 1973 году окончила Казанскую консерваторию.
После окончания Казанской консерватории работала преподавателем, с 1991 года — зав. кафедрой башкирской музыки, с 1997 года — зав. кафедрой музыкальной фольклористики Уфимской государственной академии искусств имени Загира Исмагилова.
Кандидат искусствоведения (1991), профессор УГАИ (1999). Кандидатская диссертация по теме: «Башкирская инструментальная музыка. Наследие» защищена в 1991 году.
Научные труды посвящены изучению особенностей жанров башкирской инстркментальной народной музыки, творчеству башкирских композиторов и исполнителей.
В 1970—1990 годах Нелли Васильевна участвовала в фольклорных экспедициях в Башкортостане, где собрала около 2 тыс. и нотировано около 500 башкирских народных мелодий.

## Труды
Ахметжанова Нелли Васильевна — автор около 100 научных трудов, учебников и учебных пособий по башкирскому музыкальному фольклору для музыкальных училищ и вузов.
- Ахметжанова Н. В. Башкирская этномузыкология: исследование. Ч.1. Изд., 2-е доп. / Н. В. Ахметжанова. — Уфа: Вагант, 2008. — 160 с.: нот.
- Ахметжанова Н. В. Башкирская этномузыкология: исследование. Ч.2. / Н. В. Ахметжанова. — Уфа: Вагант, 2009. — 124 с.; нот.
- Ахметжанова Н. В. В мире башкирской музыки: сб. ст. / Н. В. Ахметжанова. — Уфа, 1996. — 119 с.
- Ахметжанова Н. В. Деятели культуры и искусства Башкортостана в годы Великой Отечественной войны / Н. В. Ахметжанова, Р. К. Ялалитдинова // Урал-Алтай: Через века в будущее. Материалы V Всероссийской научной конференции, посвящённой III Всемирному курултаю башкир (25-27 марта, 2010). II том. История. — Уфа: ИИЯЛ УНЦ РАН , 2010. — С. 18-22.
- Ахметжанова Н. В. Её призвание — музыка / Н. В. Ахметжанова // Ватандаш. — 2009. — № 3. — С.168-174.
- Ахметжанова Н. В. Композиторы и этномузыкологи Башкортостана: избр. ст. / Н. В. Ахметжанова. — Уфа: Вагант, 2009. — 56 с.

## Награды и звания
Заслуженный деятель искусств РБ (1993) и РФ (2005).